# 太行山脈

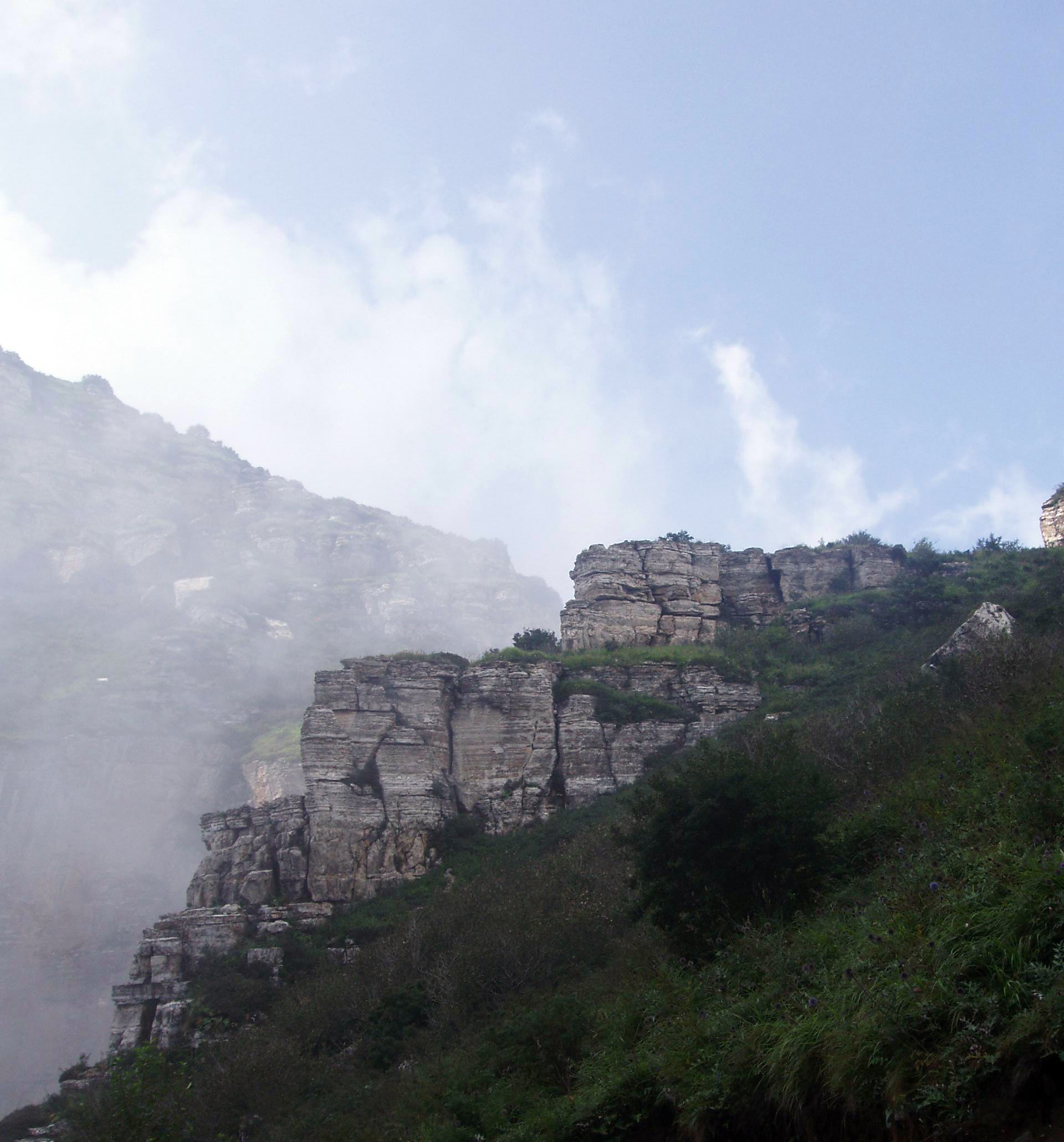
太行山脈

太行山脈（たいこうさんみゃく、拼音: Tàiháng Shān タイハンシャン）は中華人民共和国北部にある山地。山西省、河南省、河北省の3つの省の境界部分に位置する。太行山脈は東の華北平野と西の山西高原（黄土高原の最東端）の間に、北東から南西へ400kmにわたり伸びており、平均標高は1,500mから2,000mである。最高峰は河北省張家口市の小五台山で、標高2,882m。山脈の東にある標高1,000mほどの蒼岩山は自然の奇峰や歴史ある楼閣などの多い風景区となっている。また山脈の南端に近い河南省の雲台山は景勝地でもあり、世界ジオパークにも指定されている地球科学的に価値の高い地域でもある。山西省・山東省の地名は、この太行山脈の西・東にあることに由来する。

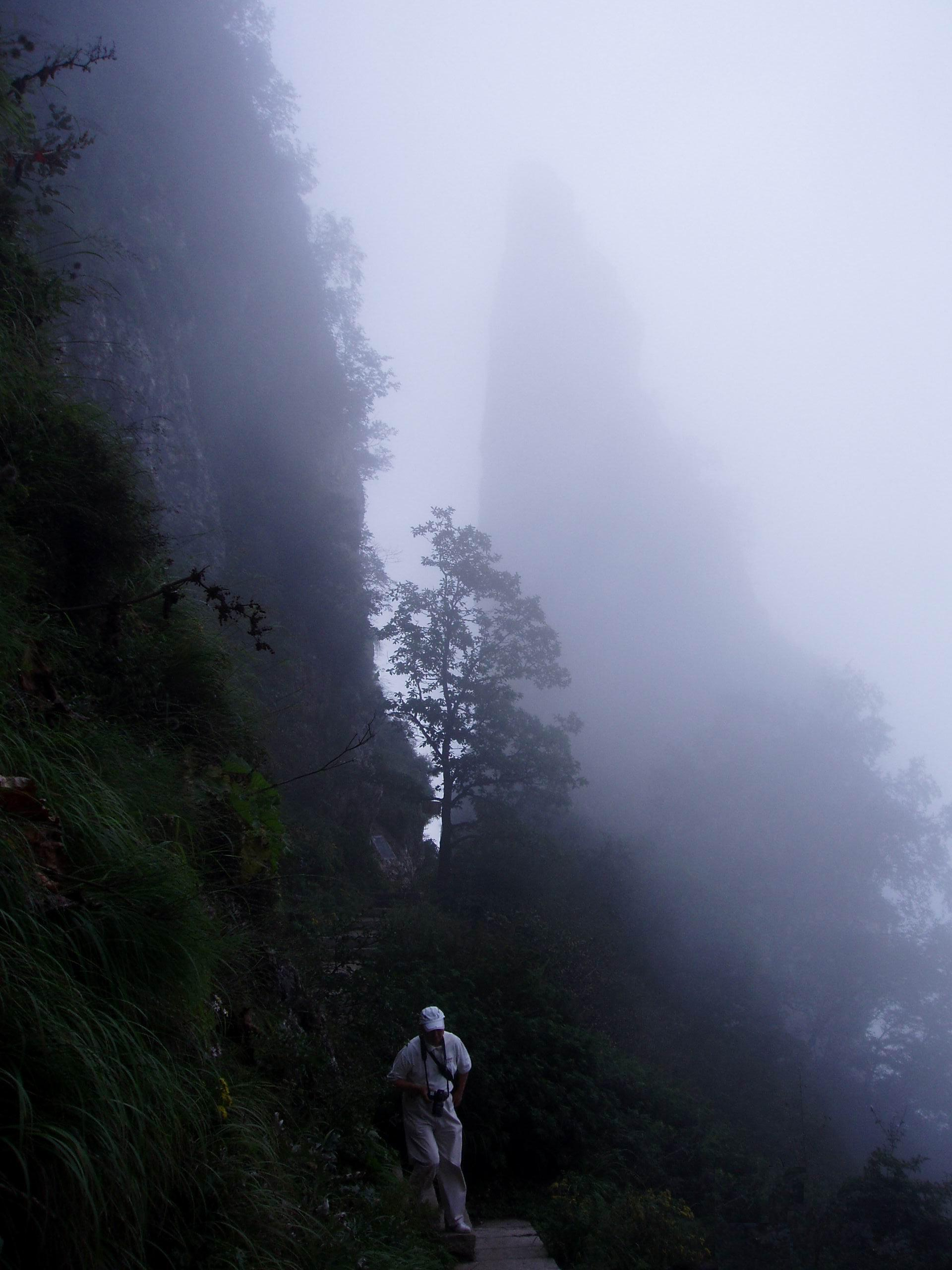
太行山脈

太行山脈の北端は北京へ流れる拒馬河によって北京市北部を取り囲む軍都山（軍都山脈はさらに東の遼西へ伸びる燕山山脈の一部をなす）と隔てられ、一方南端は河南省の沁河平原で終わっている。山脈の東側は華北平野からそそり立ち落差が激しく、段差1,000m以上の断崖を形成しているところもある。山脈の西側は、山西省の高原地帯へゆるやかにつながっている。山脈から多くの川が発し、西の黄河や東の海河に合流する。
北部と南部は石灰岩、中部は片麻岩からなり、地形は多数の川により激しく侵食され、険しい渓谷や切り立った峰々を形成している。これらの渓谷が、山脈を東西に横断して華北平野と山西省とを繋ぐ孔道の通り道となっており、古来より娘子関や紫荊関などの関所や要塞が設置されてきた。またこれらの川が平野に出る谷口にあたる部分も、戦略上・輸送上の要所となっている。

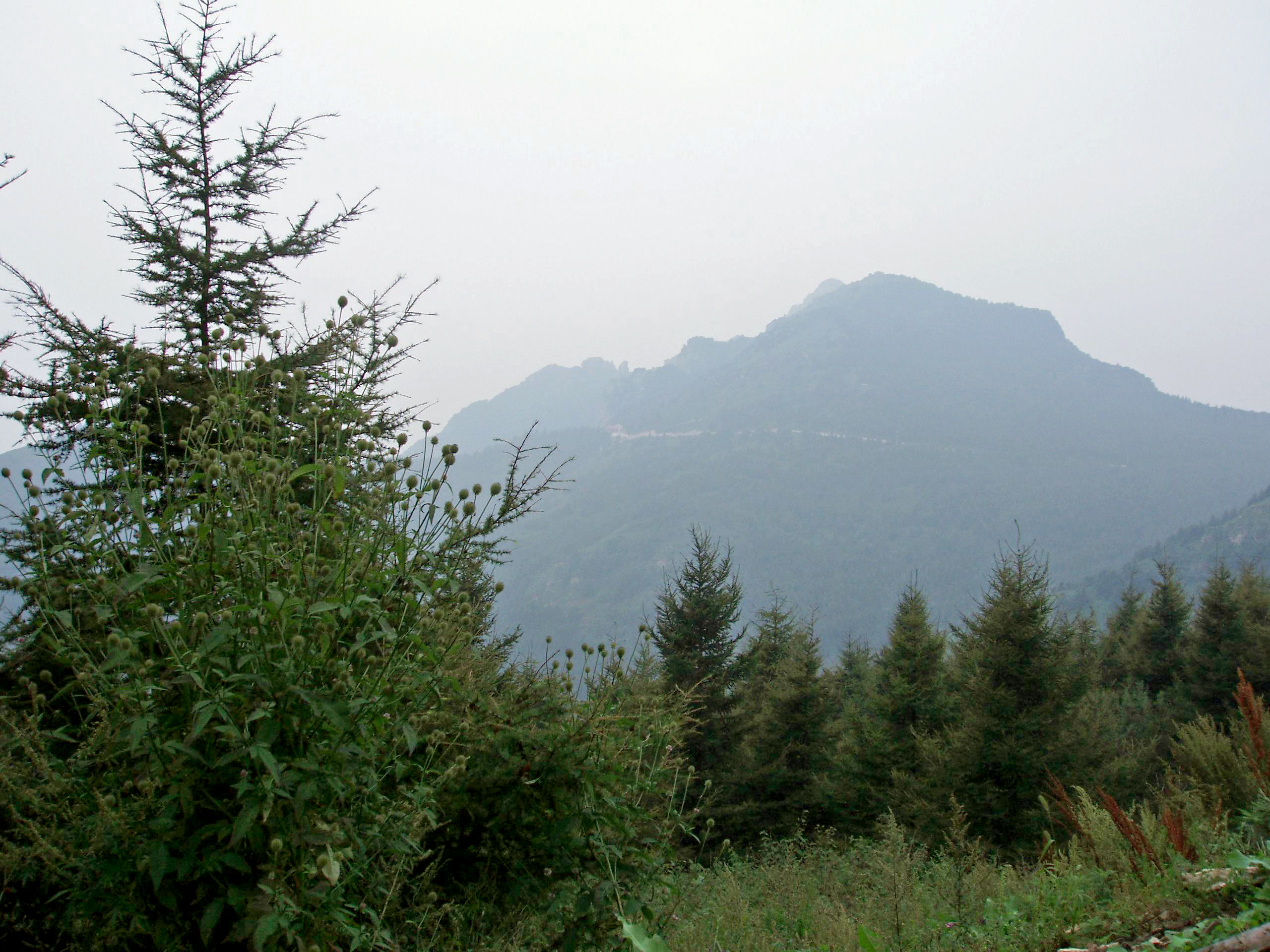
太行山脈

また山脈は石灰岩のほかにも石炭資源や陶土が豊富であり、炭鉱、陶磁器製造、セメント製造などの工業を支えている。
夏は、山脈の東側に水分を多く含んだ海からの風が直接吹き付けて乗り越えようとするため、激しい雨に見舞われ下流では洪水が起こる。1963年の河北省の大洪水は典型例である。また山脈が華北平野から隆起しているのは断層の働きでもあるため、内陸性地震の震源帯にもなっている。山麓の河北省邢台では、1966年に20世紀の中国の地震史上でも最大級の地震（邢台地震）が起こっている。

## 太行八陘
太行山脈には河北平原から山西に通ずる8つの峠道があり、中国では太行八陘（たいこうはっけい）と呼ばれている。「陘」とは谷や峠道を指す。
- 軹関陘（しかんけい） - 最も南にある峠道が軹関陘で王屋山（おうおくさん）に通じている。紀元前約2,500年前、黄帝が王屋山に登頂したと伝えられている。
- 太行陘 - 軹関陘から東には太行陘があり、春秋時代の孔子は弟子を引き連れて晋を訪れた。標高の比較的高いところにいくつかの村があるが、当時の晋の国の外れにある攔車村や天性関村がある。
- 白陘（はくけい） - 太行陘のさらにその東には白陘があり、8つの峠道の中で最も厳しい。切り立つ崖に道があり、その先には上党と呼ばれる肥沃な土地の盆地がありトウモロコシの段々畑が広がっている。上党を収めていた当時の趙は、長平の戦いによって秦に滅ぼされるが、骸骨廟には趙括とその妻が祭られている。高平市では敵の秦の白起将軍の白と豆腐の白を掛け合わせて、豆腐を切って焼いて食べる「高平焼き豆腐」を生産している。
- 滏口陘（ふこうけい） - 上記3つの道がほぼ南北であるのに対し、この滏口陘は邯鄲市から西へと続く東西の道である。
- 井陘（せいけい） - 滏口陘より北のほぼ太行山脈の中央にある峠道。太行山脈を横断しており、鉄道も走っている。この道を作ったのは始皇帝である。「背水の陣」で有名な井陘の戦いの舞台になった。
- 蒲陰陘（ほいんけい） - 井陘より北にある。太行山脈は中国屈指の石炭が取れる場所で、この道ではトラックが多くみられる。
- 飛狐陘（ひこけい） - 蒲陰陘と軍都陘の間にある峠道で、最も北にある軍都陘が万里の長城により攻め入ることが難しいと悟ったチンギス・カンは、同じく万里の長城があるも軍都陘よりも低い飛狐陘の関所を突破した。軍都陘の万里の長城にいた敵軍を南と北から挟み撃ちした。
- 軍都陘（ぐんとけい） - 北京の北西にある一番北にある峠道。居庸関は太行八陘のなかで最も有名である。万里の長城がある。

また、太行山脈には太行八陘以外にも名も知られない峠道がいくつもある。その1つの山西省大河村の大河関は曹操が通った道である。
座標: 北緯38度 東経113度 / 北緯38度 東経113度